# عزیز معتضدی
عزیز معتضدی داستان‌نویس و مقاله نویس ایرانی ساکن کانادا است.

## زندگی‌نامه
عزیز معتضدی در ۱۹ مرداد ۱۳۲۹ در تهران به دنیا آمد. پس از فارغ‌التحصیلی از مدرسه عالی تلویزیون و سینما به پاریس، فرانسه رفت. معتضدی بعد از انقلاب به ایران برگشت و انتشارات «فاریاب» را تأسیس کرد. در این انتشارات آثار نویسندگان و مترجم‌های نظیر بیژن الهی، غزاله علیزاده، بابک احمدی و بهمن شعله‌ور به چاپ رسید. معتضدی در سال ۱۳۷۴ همراه خانواده اش به کانادا مهاجرت کرد و ساکن مونترال شد.

## داستان
رمان شهرزاد و مجموعه داستانی صندلی خالی از جمله آثار او هستند. رمان شهرزاد در آخرین سال‌های اقامت او در ایران نوشته شده‌است. این رمان به خاطر مخالفت نویسنده با اصلاحات فراوانی که از سوی ممیزی وزارت فرهنگ و ارشاد اسلامی به آن وارد شد با وقفهٔ طولانی در سال ۱۳۸۱ در تورنتو توسط نشر افرا- پگاه منتشر شد.

## فیلمنامه
«سینما برای خواندن» عنوانی‌ست که عزیز معتضدی نویسنده ایرانی ساکن کانادا به فیلم‌نامه‌هایش داده است. فیلمنامهٔ «مرگ قصه» از عزیز معتضدی در سال ۲۰۱۴ توسط نشر زاگرس در مونترال به چاپ رسیده است. این فیلمنامه به دو زبان فارسی و فرانسه است.

## مقاله
معتضدی در کنار داستان‌نویسی مقاله‌های مختلفی در زمینهٔ ادبیات، سینما و موسیقی نوشته است. نقد جریان‌های روشنفکری معاصر و خاطره نگاری بخش دیگری از فعالیت‌های او در زمینه مقاله‌نویسی است.

## کتابشناسی
تابستان سفید  ۱۳۹۵- نشر اچ‌انداس‌مدیا، لندن
مرگ قصه (فیلمنامه) ۲۰۱۴- نشر زاگرس، مونترال، کانادا
سال مار ۲۰۱۲- نشر زاگرس، مونترال، کانادا
کنده‌کاری روی باد ۲۰۱۱، مونترال، کانادا
شهرزاد ۱۳۸۱- نشر افرا- پگاه، تورنتو، کانادا
تابستان سفید ۱۳۷۸- کتاب سیامک، تهران
صندلی خالی ۱۳۷۴- نشر نکته، تهران
دو داستان ۱۳۶۷- نشر پارسی، تهران